# Elian Lehto
Elian Lehto, né le 2 juin 2000 à Rovaniemi, est un skieur alpin finlandais.

## Biographie
Elian Lehto naît le 2 juin 2000 à Rovaniemi. Son père est avocat.
Il est membre du ski club du père Noël.

## Carrière
Depuis 2022, il s'entraîne régulièrement avec l'équipe de Suisse dans laquelle il est « parfaitement intégré »,. Une saison avec l'équipe de Suisse lui coûte entre 150 000 et 200 000 euros.
En 2025, il termine 26e du super-G puis 14e de la descente lors des championnats du monde de Saalbach-Hinterglemm,. Il participe ensuite au combiné par équipes avec Eduard Hallberg.
Il termine dixième de la descente de Crans-Montana en février 2025, ce qui constitue le meilleur résultat finlandais dans la discipline.

## Palmarès

### Championnats du monde
| Édition / Epreuve                               | Descente | Super G | Slalom géant | Combiné                          | Combiné par équipes              |
| Championnats du monde 2019 Åre                  | —        | —       | Abandon      | —                                | Épreuve inexistante à cette date |
| Championnats du monde 2023 Courchevel/Méribel   | 25e      | 22e     | —            | Abandon                          | Épreuve inexistante à cette date |
| Championnats du monde 2025 Saalbach-Hinterglemm | 14e      | 26e     | —            | Épreuve inexistante à cette date | Abandon                          |

Légende :
- : Pas d'épreuve
- — : Épreuve non disputée par Elian Lehto

### Championnats du monde juniors
| Épreuve / Édition                               | Descente | Super G     | Slalom géant | Slalom  |
| Championnats du monde juniors 2019 Val di Fassa | —        | —           | Abandon      | —       |
| Championnats du monde juniors 2020 Narvik       | 7e       | Disqualifié | Annulé       | Annulé  |
| Championnats du monde juniors 2021 Bansko       | Annulée  | 14e         | 16e          | Abandon |

Légende :
- : Pas d'épreuve
- — : Épreuve non disputée par Elian Lehto